# Scala (azienda)
Scala è una azienda commerciale di sviluppo di software. Scala AS è impegnata nello sviluppo di applicativi d'autore (authoring) per la comunicazione multimediale, attraverso la produzione di cd-rom, la comunicazione in netcasting e quella via web.

## Storia
Venne fondata in Norvegia nel 1987 da Jon Bøhmer, per commercializzare il software Scala Multimedia e Scala Infochannel TV, inizialmente sviluppati per la piattaforma Commodore Amiga. A seguito dell'acquisizione del 1994, viene trasferita la sede principale a Filadelfia (Pennsylvania, USA), mantenendo in Olanda la filiale di riferimento per la regione europea. Nel 1996 a seguito del fallimento Commodore, Scala lasciò la piattaforma Amiga e iniziò a fornire le stesse applicazioni sotto MS-DOS. Nel febbraio 2018, il gruppo STRATACACHE completa l'intera acquisizione di tutte le divisioni di Scala, comprese Scala Inc., Scala BV, Scala KK and Scala Nordic AS.

## Prodotti
Il software Scala nelle sue diverse declinazioni (Infochannel Designer, Infochannel Netmanager, Infochannel Player, Infochannel Reporter), differenti per tipologia d'uso e target, è utilizzabile su piattaforme x86. Consente di ideare e produrre una comunicazione multimediale riproducibile su cd-rom o DVD, per un'applicazione stand-alone, o veicolabile attraverso internet su di un network di personal computer e display, disposti anche in spazi pubblici. Questa possibilità permette la realizzazione di una corporate television, una sorta di televisione dedicata ad un'azienda. Inoltre, le comunicazioni possono anche essere distribuite via internet a utenti finali attraverso il player Scala iPlay, quest'ultimo distribuito gratuitamente. Con Scala Infochannel possono anche essere gestiti in rete totem multimediali (chioschi).

### Scala Infochannel: filosofia di impiego
L'applicativo di riferimento è Scala Infochannel, il quale mutua i concetti dello storyboard (copione) tipico del cinema, per definire i singoli eventi (pagine) che strutturano una comunicazione multimediale. Tale comunicazione può essere composta da immagini statiche, animazioni grafiche, testi statici ed a scorrimento, filmati video, commenti sonori, effetti audio e da effetti e transizioni per pagine e singoli elementi che compongono la pagina.
Uno dei punti di forza maggiori di questa suite è l'interfaccia utente, definita HumanTouch, particolarmente intuitiva ed efficace e caratterizzata da una rapida curva d'apprendimento. A questa si uniscono la possibilità di programmazione della riproduzione (playback) delle comunicazioni prodotte e la possibilità di gestire direttamente particolari dispositivi hardware come gli strumenti per la gestione delle code, la gestione di videoregistratori, dei cd-audio ma anche le postazioni di rilevamento meteorologico o la possibilità di gestire in remoto i monitor al plasma (accensione, spegnimento, messa in stand-by).
Con il passaggio a Windows, le comunicazioni multimediali sono programmabili anche con i linguaggi di scripting Scala Lingua, Python e Visual Basic e possono essere interfacciate con database per una gestione di comportamenti articolati e complessi.
Il nocciolo attorno al quale opera il programma è MMOs (Multimedia-Operating System), al quale è demandata la gestione della grafica e degli effetti di transizione che risultano particolarmente fluidi e performanti.